# Chorégies d'Orange
 (juillet 2012).
Pour les articles homonymes, voir chorégie.
Les Chorégies d’Orange sont un festival d’opéra et de musique classique créé originellement en 1869 et sous sa forme actuelle en 1971. Il a lieu chaque été, en juillet et en août, au théâtre antique d’Orange.
En régime normal sont donnés deux opéras populaires, deux fois chacun, devant un public totalisant près de neuf mille personnes ; les représentations sont fréquemment retransmises par la télévision publique.

## Historique

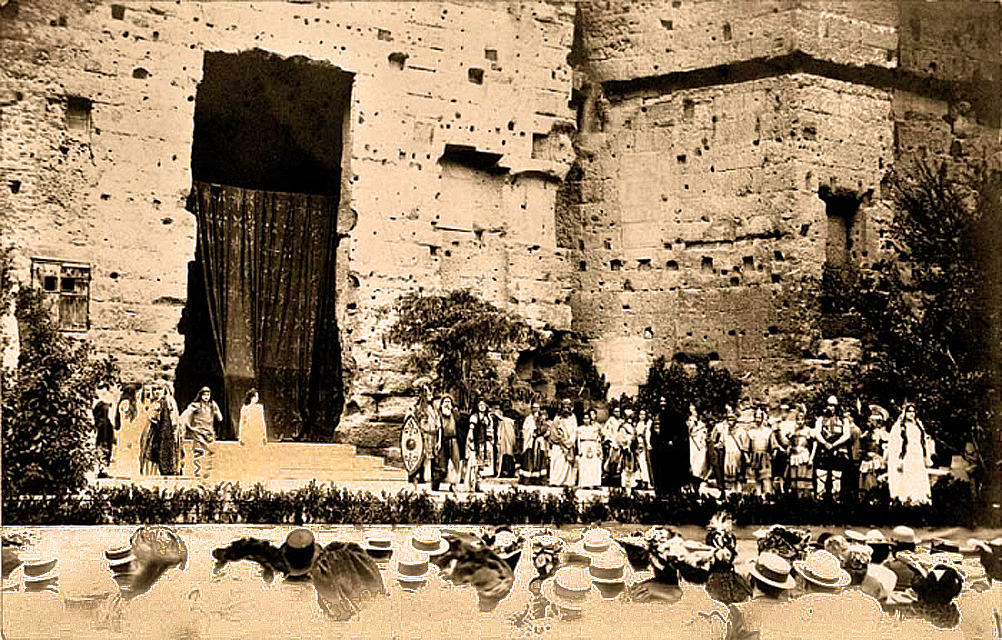
Fêtes romaines en 1869.

Des représentations estivales sont données à partir de 1860 au théâtre antique, dont la restauration avait commencé en 1825. En 1869 sont créées les Fêtes romaines, avec une production de Joseph, d’Étienne Nicolas Méhul. C'est le plus ancien festival de France et le premier à avoir réhabilité les spectacles en plein air[réf. souhaitée]. C'est aussi, pour le XIXe siècle, l'un des rares exemples d'extension du principe du festival du domaine musical à celui du théâtre.
En 1894, Mounet-Sully et Émilie Lerou fondent les Chorégies d’Orange (du grec choreos, « les chœurs »), qui renvoie à l'exceptionnelle acoustique que le lieu doit à son mur de scène, avec la représentation d’Antigone de Sophocle adapté par Paul Meurice et Auguste Vacquerie. En 1902, ce festival devient annuel.
Les Chorégies proposent pendant un siècle du théâtre, de l’opéra et des concerts et accueillent de grands noms de la scène française, comme Sarah Bernhardt pour Phèdre en 1903 ; y sont montées notamment Œdipe roi de Jules Lacroix, d'après Sophocle, Andromaque de Jean Racine et Antigone. Dionysos, tragédie lyrique en trois actes de Joachim Gasquet, est jouée au Théâtre antique, le 1er août 1904. Les artistes de l'Opéra de Paris et de la Comédie-Française gardent le monopole de la scène jusqu'à la Seconde Guerre mondiale. Ensuite, le festival s'ouvre aux compagnies privées. Numance de Cervantes y est notamment interprétée par la compagnie Renaud-Barrault en 1965.
À partir de 1969, le théâtre abandonne les Chorégies et investit le Festival d’Avignon.
En 1971 commencent les Nouvelles Chorégies qui donnent à l'art lyrique l'exclusivité du festival, sous l'impulsion du ministre de la Culture Jacques Duhamel. L’organisation est fixée à six soirées sur une durée d’un mois, généralement deux représentations de deux opéras, ainsi que deux concerts. Tous les grands opéras sont interprétés par les plus grands chanteurs et le festival prend alors une ampleur internationale.

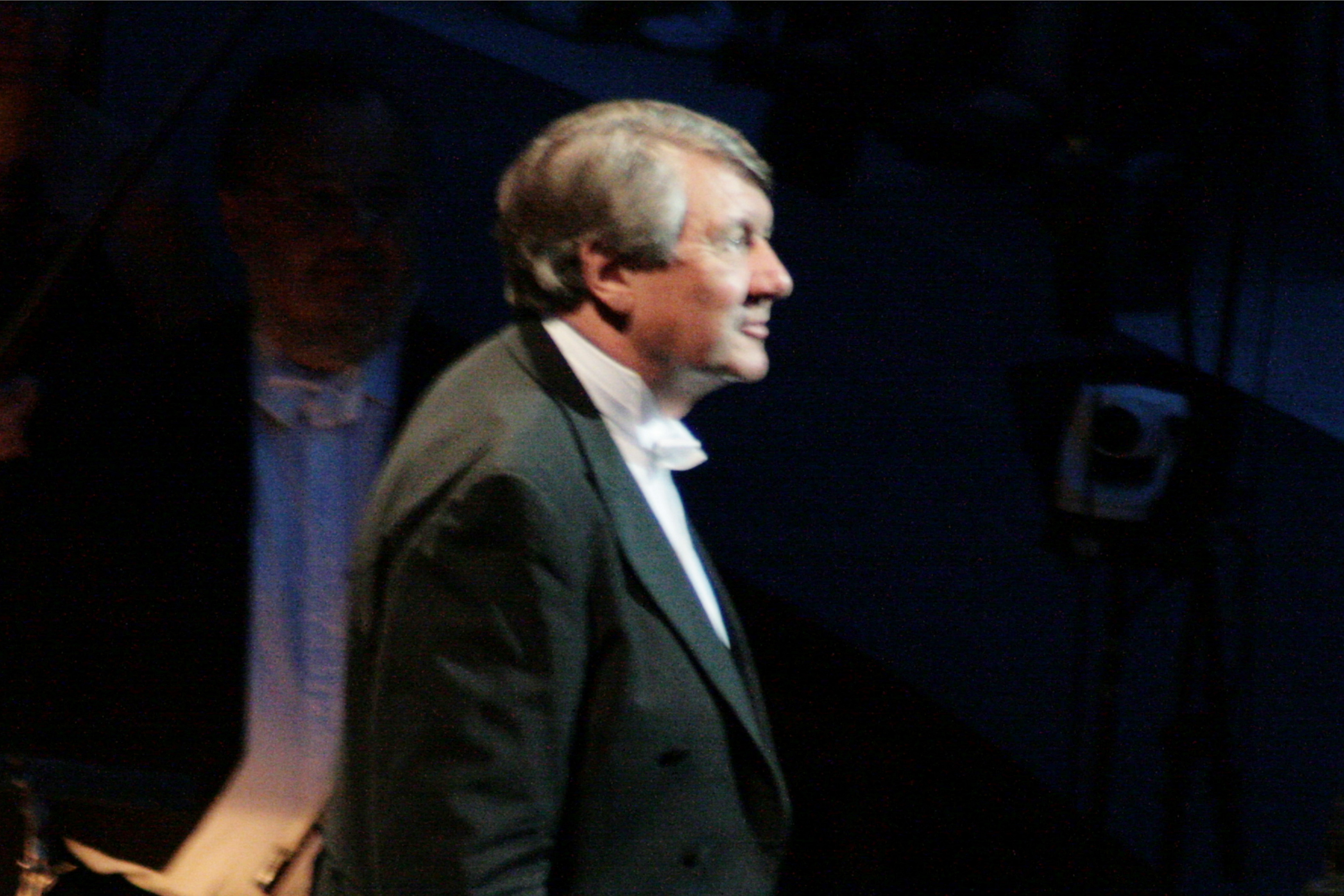
Michel Plasson, chef d'orchestre en 2008.

Les Chorégies se sont distinguées plus récemment lors d'un conflit politique dont elles étaient le centre. Jusqu'en 1995, le président de l'association qui organise le festival est le maire de la ville, reconduit tous les ans. À cette date et contrairement à la tradition, le nouveau maire Jacques Bompard, ancien membre du Front national, n'est pas élu à cette fonction. La situation menace l'existence même des Chorégies qui sont prêtes à s'exiler. Toutefois une convention est signée en 1999 pour un financement pluriannuel et pérenne.
Le 17 juin 2011, afin de célébrer la 40e édition des Nouvelles Chorégies, la Comédie-Française donne une représentation particulière d'Andromaque selon l'ancienne tradition, dans la mise en scène de Muriel Mayette, retransmise en direct sur France 2.
Actuellement le pari des Chorégies est, précise Raymond Duffaut, d'une part de créer un réseau sur les sites antiques du pourtour méditerranéen (coproduction en juin 2011 d'Aïda, grand opéra méditerranéen, au festival de l'opéra de la mer Morte de Massada ; projets envisagés au Liban et au Maroc), d'autre part, d'exporter des productions, par exemple à Abu Dhabi et au Qatar.
En 2016, Jean-Louis Grinda remplace Raymond Duffaut en tant que directeur des Chorégies d'Orange.
L'édition de 2020 est annulée en raison de la pandémie de Covid-19.

## Lieu des représentations
Les spectacles et concerts sont donnés au théâtre antique, un théâtre romain construit au Ier siècle de notre ère. Il peut accueillir huit mille six cents spectateurs environ.
Son mur de scène, haut de trente-sept mètres, offre un environnement particulier que les décorateurs peuvent mettre à profit. Il garantit également la bonne acoustique des spectacles, qui ont lieu en plein air.
L’installation au théâtre antique rend cependant le festival dépendant du temps et des représentations ont parfois dû être reportées ou annulées à la dernière minute, en raison soit d’un orage, soit de répétitions insuffisantes.

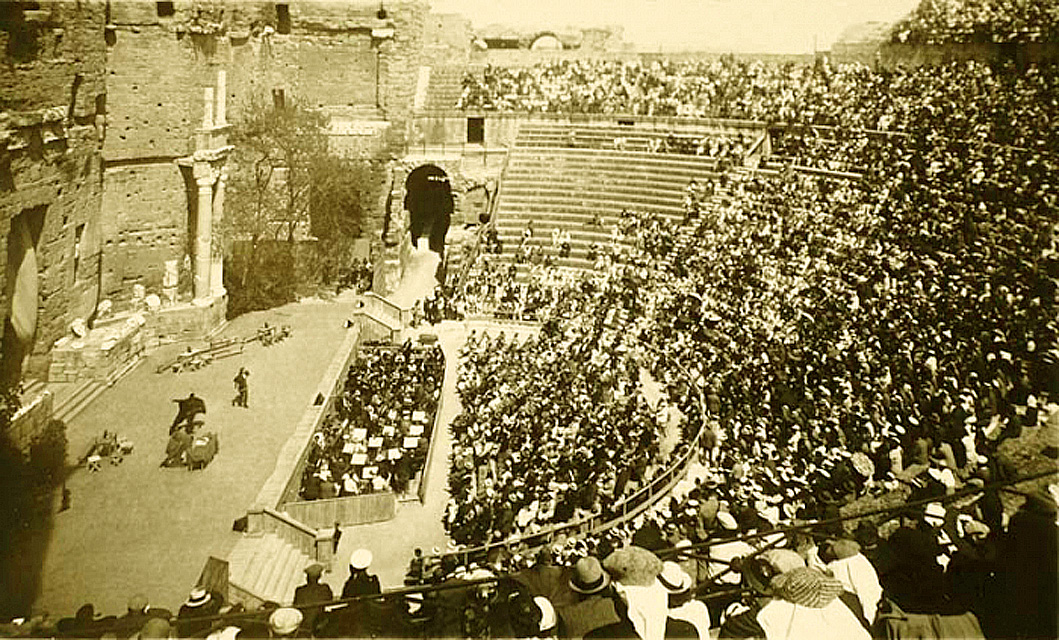
Chorégies 1920.
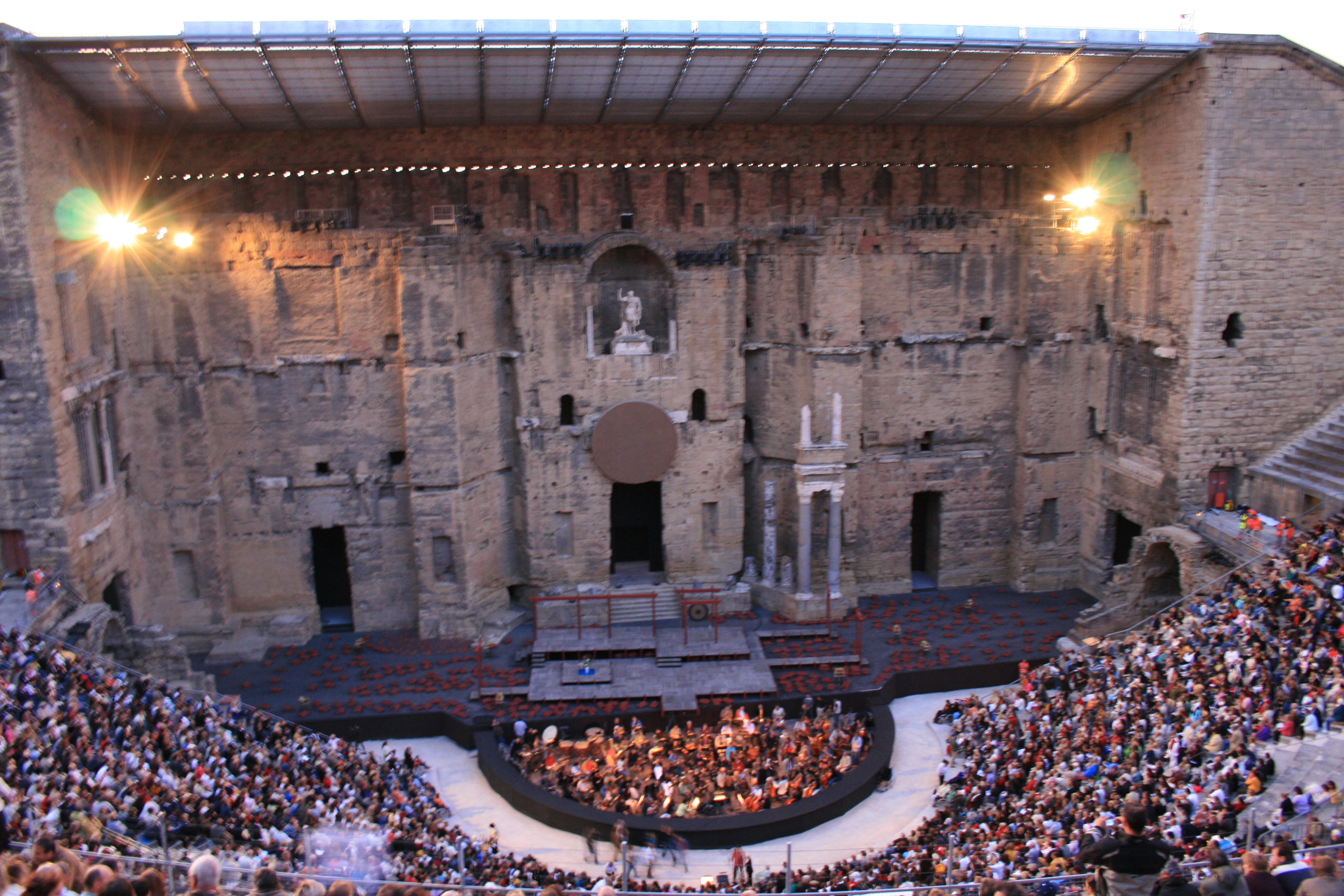
Chorégies 2007.
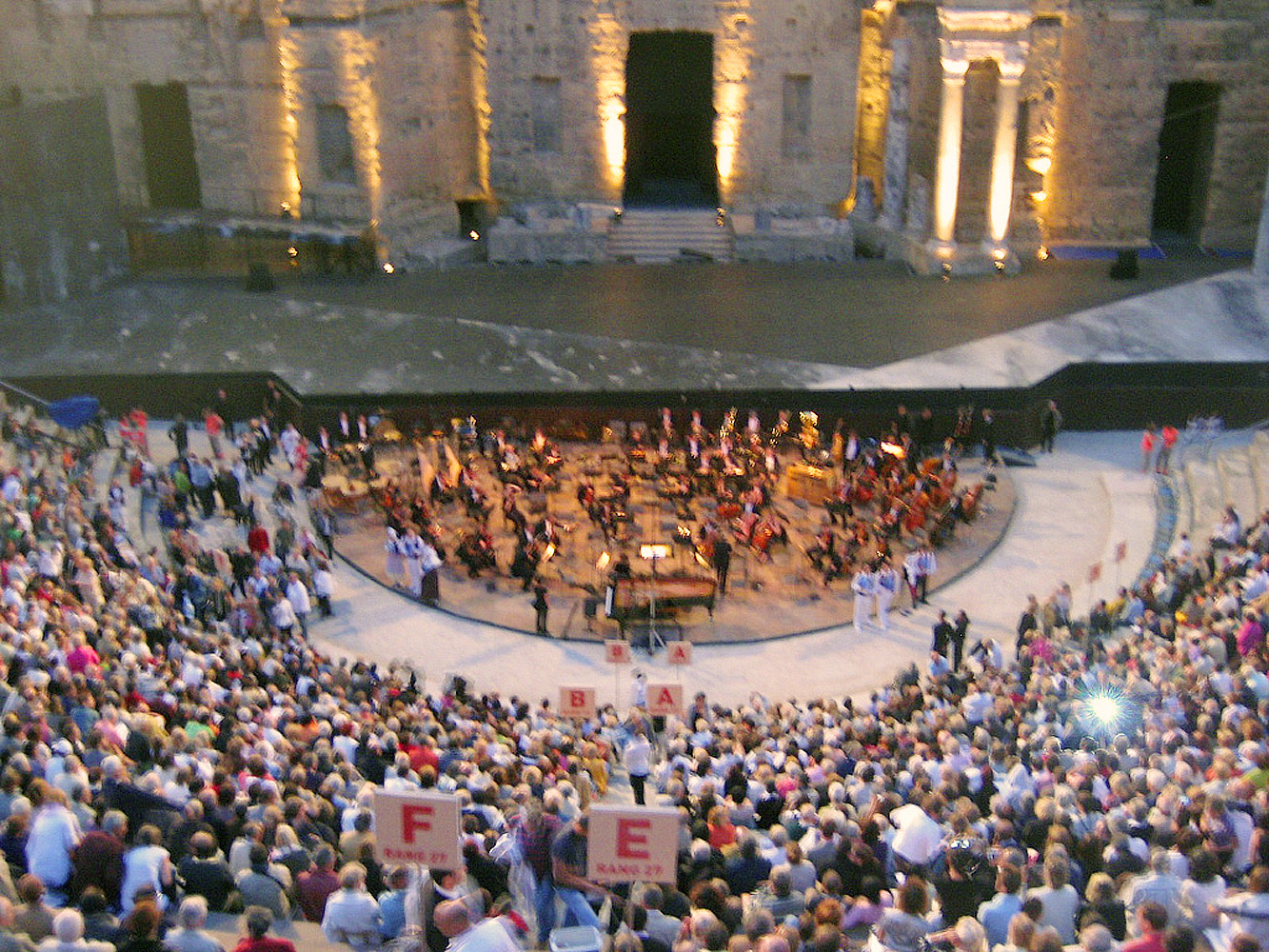
Chorégies 2009.

## Autofinancement
Le festival se caractérise par son haut degré d'autonomie financière : seuls 15 % de subventions publiques y sont nécessaires alors que les festivals d'Aix et d'Avignon, quant à eux, ont besoin de 45 %. En 1987, la Mairie d'Orange finance de 2 millions d'euros l'amélioration de la communication de l'événement. Ainsi réussit-elle à éviter la présence d'espaces VIP dans le théâtre. Sur un budget de l'ordre de 4,7 millions d'euros, en 2011, la billetterie apporte 3,5 millions, grâce à une capacité de 8 500 places. Un spectacle complet assure 1 million d'euros de recettes. Toutefois, les pièces doivent être soigneusement choisies car il faut réunir au minimum deux fois 8 500 personnes. Afin de présenter, en prenant un risque, Elektra (1991) ou Mireille (1970/2010), surtout connus des spécialistes, l'autofinancement est assuré à condition que soit associés Tosca, Aïda ou Carmen, qui attirent un large public. En termes de coûts, Aïda par exemple représente 1,4 million d'euros, Rigoletto 1,22 million.
Les collectivités territoriales et l'État apportent pour leur part 890 000 euros. Les partenariats impliquent France Télévisions ainsi qu'Air France, la SNCF et quelques entreprises locales, notamment viticoles. En situation financière difficile, la Région PACA organise pour sauver la saison 2018 un regroupement des financeurs et partenaires historiques au sein d'une société publique locale (SPL), Jean-Louis Grinda restant le directeur et responsable artistique du Festival.

## Opéras programmés

### Depuis 1968
| Année | Opéra                   | Compositeur | Direction                   | Mise en scène        |
| ----- | ----------------------- | ----------- | --------------------------- | -------------------- |
| 1968  | Aida                    | Verdi       | Giuseppe Morelli            | Gérard Boireau       |
| 1969  | Faust                   | Gounod      | Louis de Froment            | Gérard Boireau       |
| 1970  | Mireille                | Gounod      | Louis de Froment            | Gérard Boireau       |
| 1972  | Il Trovatore            | Verdi       | Reynald Giovaninetti        | Charles Hamilton     |
| 1973  | Tristan und Isolde      | Wagner      | Karl Böhm                   | Nikolaus Lehnhoff    |
| 1974  | Salomé                  | Strauss     | Rudolf Kempe                | Alfred Wopmann       |
| 1974  | Norma                   | Bellini     | Giuseppe Patanè             | Sandro Sequi         |
| 1975  | Die Walküre             | Wagner      | Rudolf Kempe                | Paul Hager           |
| 1975  | Otello                  | Verdi       | Lorin Maazel                | Giancarlo Sbragia    |
| 1976  | Aïda                    | Verdi       | Thomas Schippers            | Sandro Sequi         |
| 1976  | Lohengrin               | Wagner      | Marek Janowski              | August Everding (de) |
| 1977  | Lucia di Lammermoor     | Donizetti   | Carlo Felice Cillario       | Gian Carlo Sbragia   |
| 1977  | Fidelio                 | Beethoven   | Zubin Mehta                 | Alfred Wopmann       |
| 1978  | Samson et Dalila        | Saint-Saëns | Daniel Barenboim            | Carlo Maestrini      |
| 1978  | Macbeth                 | Verdi       | Nello Santi                 | Sandro Sequi         |
| 1979  | Turandot                | Puccini     | Nello Santi                 | Alfred Wopmann       |
| 1979  | Parsifal                | Wagner      | Wolfgang Sawallisch         | August Everding (de) |
| 1980  | Rigoletto               | Verdi       | Lamberto Gardelli           | Leif Söderström      |
| 1980  | Der fliegende Holländer | Wagner      | Michael Tilson Thomas       | Helge Thoma          |
| 1981  | Die Zauberflöte         | Mozart      | John Eliot Gardiner         | Alfred Wopmann       |
| 1981  | Il Trovatore            | Verdi       | Garcia Navarro              | Giancarlo del Monaco |
| 1982  | La Forza del destino    | Verdi       | Miguel Angel Gómez-Martínez | Margarita Wallmann   |
| 1982  | Nabucco                 | Verdi       | Maurizio Arena              | Gérard Boireau       |
| 1983  | Aida                    | Verdi       | Michelangelo Veltri         | Giancarlo del Monaco |
| 1983  | La Gioconda             | Ponchielli  | Eugenio Marco               | Paolo Trevisi        |
| 1983  | Turandot                | Puccini     | Gaetano Delogu              | Gérard Boireau       |
| 1984  | Don Carlo               | Verdi       | Thomas Fulton               | Jean-Claude Auvray   |
| 1984  | Carmen                  | Bizet       | Jean-Claude Casadesus       | René Terrasson       |
| 1985  | Simon Boccanegra        | Verdi       | Maurizio Arena              | Jacques Karpo        |
| 1985  | Boris Godunov           | Moussorgski | Thomas Fulton               | Jean-Claude Auvray   |
| 1986  | Tannhäuser              | Wagner      | Christof Perick             | Jacques Karpo        |
| 1986  | Macbeth                 | Verdi       | Thomas Fulton               | Patrika Ionesco      |
| 1987  | Der fliegende Holländer | Wagner      | Christof Perick             | Nicolas Joel         |
| 1987  | Hérodiade               | Massenet    | Jacques Delacôte            | Lotfi Mansouri       |
| 1988  | Der Ring der Nibelungen | Wagner      | Marek Janowski              | Jean-Claude Riber    |
| 1989  | Die Zauberflöte         | Mozart      | Hans Graf                   | Richard Dembo        |
| 1989  | Nabucco                 | Verdi       | Thomas Fulton               | Nicolas Joel         |
| 1990  | Don Carlo               | Verdi       | Thomas Fulton               | Jean-Claude Auvray   |
| 1990  | Faust                   | Gounod      | Michel Plasson              | Nicolas Joel         |
| 1991  | Elektra                 | Strauss     | Marek Janowski              | Jean-Claude Auvray   |
| 1991  | Aida                    | Verdi       | Michel Plasson              | Nicolas Joel         |
| 1992  | Carmen                  | Bizet       | Michel Plasson              | Yannis Kokkos        |
| 1992  | Il Trovatore            | Verdi       | Thomas Fulton               | Vittorio Rossi       |
| 1993  | La Traviata             | Verdi       | Michel Plasson              | Francesca Zambello   |
| 1993  | Otello                  | Verdi       | Alain Guingal               | Andreï Serban        |
| 1994  | Nabucco                 | Verdi       | Maurizio Arena              | Nicolas Joel         |
| 1994  | Tosca                   | Puccini     | Michel Plasson              | Yannis Kokkos        |
| 1995  | Aida                    | Verdi       | Georges Prêtre              | Charles Roubaud      |
| 1995  | Rigoletto               | Verdi       | Pinchas Steinberg           | Dieter Kaegi         |

| Année | Opéra                            | Compositeur             | Direction              | Mise en scène          |
| ----- | -------------------------------- | ----------------------- | ---------------------- | ---------------------- |
| 1996  | Don Giovanni                     | Mozart                  | Jeffrey Tate           | Yannis Kokkos          |
| 1996  | La Forza del destino             | Verdi                   | Michel Plasson         | Jean-Claude Auvray     |
| 1997  | Lucia di Lammermoor              | Donizetti               | Louis Langrée          | Robert Fortune         |
| 1997  | Turandot                         | Puccini                 | Michel Plasson         | Charles Roubaud        |
| 1997  | Tristan und Isolde               | Wagner                  | Marek Janowski         | (version de concert)   |
| 1998  | Carmen                           | Bizet                   | Michel Plasson         | Nicolas Joel           |
| 1998  | Nabucco                          | Verdi                   | Leonard Slatkin        | Stefano Vizioli        |
| 1999  | La Traviata                      | Verdi                   | Bertrand de Billy      | Robert Fortune         |
| 1999  | Norma                            | Bellini                 | Evelino Pidò           | Charles Roubaud        |
| 2000  | Tosca                            | Puccini                 | Gary Bertini           | Jean-Claude Auvray     |
| 2000  | Les Contes d’Hoffmann            | Offenbach               | Michel Plasson         | Jérôme Savary          |
| 2001  | Don Carlo                        | Verdi                   | Pinchas Steinberg      | Charles Roubaud        |
| 2001  | Rigoletto                        | Verdi                   | Marco Guidarini        | Paul-Émile Fourny      |
| 2001  | Aida                             | Verdi                   | Eliahu Inbal           | Nicolas Joel           |
| 2002  | Roméo et Juliette                | Gounod                  | Michel Plasson         | Nicolas Joel           |
| 2002  | La Flûte enchantée               | Mozart                  | Christopher Hogwood    | Gilles Bouillon        |
| 2003  | La Traviata                      | Verdi                   | Pinchas Steinberg      | Robert Fortune         |
| 2003  | Otello                           | Verdi                   | Evelino Pidò           | Nicolas Joel           |
| 2004  | Carmen                           | Bizet                   | Myung-Whun Chung       | Jérôme Savary          |
| 2004  | Nabucco                          | Verdi                   | Pinchas Steinberg      | Charles Roubaud        |
| 2005  | La Bohème                        | Puccini                 | Jesus Lopez-Cobos      | Nicolas Joel           |
| 2005  | Les Contes d'Hoffmann            | Offenbach               | Michel Plasson         | Jérôme Savary          |
| 2006  | Aida                             | Verdi                   | Michel Plasson         | Charles Roubaud        |
| 2006  | Lucia di Lammermoor              | Donizetti               | Marco Guidarini        | Paul-Émile Fourny      |
| 2007  | Madame Butterfly                 | Puccini                 | Yutaka Sado            | Mireille Larroche      |
| 2007  | Il Trovatore                     | Verdi                   | Gianandrea Noseda      | Charles Roubaud        |
| 2008  | Carmen                           | Bizet                   | Michel Plasson         | Nadine Duffaut         |
| 2008  | Faust                            | Gounod                  | Michel Plasson         | Nicolas Joel           |
| 2009  | La Traviata                      | Verdi                   | Myung-Whun Chung       | Frédéric Bélier-Garcia |
| 2009  | Cavalleria Rusticana / Pagliacci | Mascagni / Leoncavallo  | Georges Prêtre         | Jean-Claude Auvray     |
| 2010  | Tosca                            | Puccini                 | Mikko Franck           | Nadine Duffaut         |
| 2010  | Mireille                         | Gounod                  | Alain Altinoglu        | Robert Fortune         |
| 2011  | Aida                             | Verdi                   | Tugan Sokhiev          | Charles Roubaud        |
| 2011  | Rigoletto                        | Verdi                   | Roberto Rizzi-Brignoli | Paul-Émile Fourny      |
| 2012  | La Bohème                        | Puccini                 | Myung-Whun Chung       | Nadine Duffaut         |
| 2012  | Turandot                         | Puccini                 | Michel Plasson         | Charles Roubaud        |
| 2013  | Der fliegende Holländer          | Wagner                  | Mikko Franck           | Charles Roubaud        |
| 2013  | Un ballo in maschera             | Verdi                   | Alain Altinoglu        | Jean-Claude Auvray     |
| 2014  | Nabucco                          | Verdi                   | Pinchas Steinberg      | Jean-Paul Scarpitta    |
| 2014  | Otello                           | Verdi                   | Myung-Whun Chung       | Nadine Duffaut         |
| 2015  | Carmen                           | Bizet                   | Mikko Franck           | Louis Désiré           |
| 2015  | Il Trovatore                     | Verdi                   | Bertrand de Billy      | Charles Roubaud        |
| 2016  | Madame Butterfly                 | Puccini                 | Mikko Franck           | Nadine Duffaut         |
| 2016  | La Traviata                      | Verdi                   | Daniele Rustioni       | Louis Désiré           |
| 2017  | Rigoletto                        | Verdi                   | Mikko Franck           | Charles Roubaud        |
| 2017  | Aida                             | Verdi                   | Paolo Arrivabeni       | Paul-Émile Fourny      |
| 2018  | Mefistofele                      | Arrigo Boito            | Giampaolo Bisanti      | Jean-Louis Grinda      |
| 2018  | Le Barbier de Séville            | Gioachino Rossini       | Nathalie Stutzmann     | Adriano Sinivia        |
| 2019  | Guillaume Tell                   | Gioachino Rossini       | Gianluca Capuano       | Jean-Louis Grinda      |
| 2019  | Don Giovanni                     | Wolfgang Amadeus Mozart | Frédéric Chaslin       | Davide Livermore       |

L'édition 2020 a dû être annulée en raison de la pandémie de Covid-19, mais l'émission « Musiques en fête » qui ouvre habituellement le programme a pu s'y dérouler.
| Année | Opéra            | Compositeur         | Direction          | Mise en scène     |
| ----- | ---------------- | ------------------- | ------------------ | ----------------- |
| 2021  | Samson et Dalila | Camille Saint-Saëns |                    |                   |
| 2022  | L’Elisir d’amore | Gaetano Donizetti   | Giacomo Sagripanti | Adriano Sinivia   |
| 2022  | La Gioconda      | Amilcare Ponchielli | Daniele Callegari  | Jean-Louis Grinda |
| 2023  | Carmen           | Georges Bizet       | Clelia Cafiero     | Jean-Louis Grinda |